# Caolino

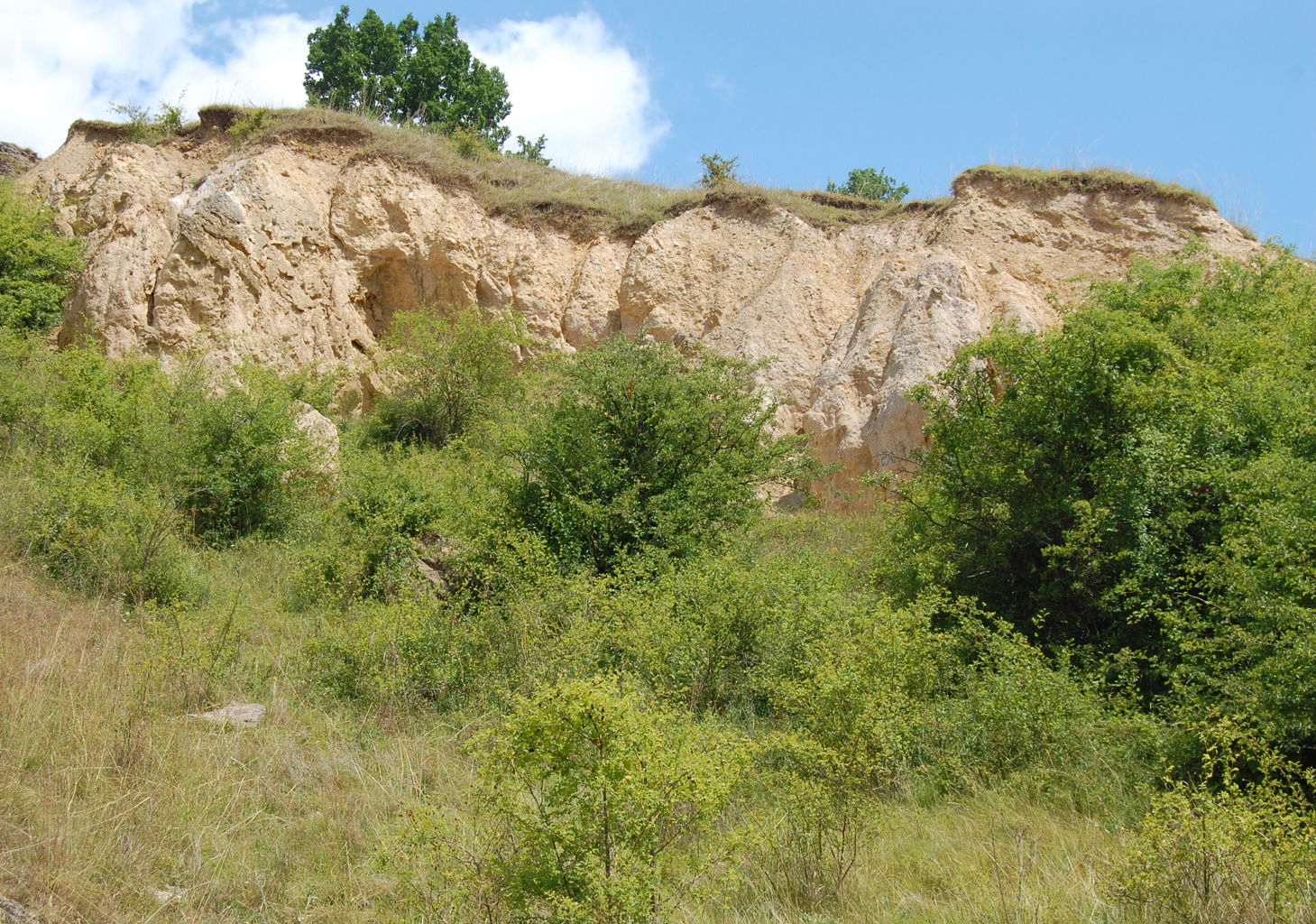
Affioramento di caolino

Il caolino è una roccia clastica o detritica coerente costituita prevalentemente da caolinite, un minerale silicatico delle argille. Il caolino ha un aspetto terroso e piuttosto tenero ed è prodotto dall'azione dell'acqua meteorica sul feldspato.

## Descrizione
È solitamente bianco o grigiastro, anche se talvolta assume colorazioni arancio o rossicce per la presenza di ossidi di ferro. Per il suo colore, e in virtù del suo basso costo, la sua polvere bianca viene largamente usata in numerosi processi produttivi.

## Utilizzi
Nell'industria cartaria viene utilizzato sia come materiale inerte per riempire gli interstizi creatisi tra le singole fibre corte e lunghe della cellulosa durante la fase di miscelazione, contribuendo a dare brillantezza e uniformità alla carta, sia soprattutto nella patinatura dove è in effetti il componente fondamentale per una buona resa di stampa.
È uno dei principali tipi di cariche utilizzate nella composizione della patina; viene miscelato con i lattici che fungono da vettore e fissato alle fibre della cellulosa per mezzo di appositi agenti leganti.
La scoperta del primo giacimento europeo nel 1709 da parte dell'alchimista Johann Friedrich Böttger rese possibile la formulazione della ricetta per la porcellana.
Il caolino viene utilizzato inoltre:
- in medicina, come componente di garze emostatiche.

- nell'edilizia, per la preparazione di intonaci, di stucchi e di refrattari.
- nell'industria della ceramica e della porcellana.
- nella produzione di coloranti per alimenti e di dentifrici.
- nella preparazione di gomme, mastici, e detersivi.
- nell'industria farmaceutica come eccipiente o come principio attivo per la formulazione dei composti.
- nella lotta contro la mosca dell'olivo (Bactrocera oleae).
- nell'industria alimentare

## Etimologia
La parola caolino deriva dal cinese Gaoling 高岭 e significa colline alte, con riferimento alla regione presso Jingdezhen, nella provincia cinese di Jiangxi, che, già sotto la Dinastia Tang (618 -907 d.C.) era invasa da forni per la ceramica. Oltre che in Cina, altri importanti giacimenti si trovano in Giappone, Gran Bretagna, Germania, Rep. Ceca, Francia e Russia.

## Saggi di riconoscimento
È possibile riconoscere il caolino col metodo della fusione alcalina.
Si prende un campione di caolino in polvere e lo si mescola in rapporto 1:1 con bisolfato di potassio in forma solida; si fa quindi riscaldare la miscela solida su fiamma con l'ausilio di un coccio termoresistente fino a fusione (le due sostanze hanno un punto di fusione molto differente; con l'ausilio di una spatola da laboratorio si mescola la fase solida di caolino altofondente con la fase liquida di KHSO4 bassofondente per velocizzare ed ottimizzare il processo).
Una volta fatta raffreddare la miscela si riprende con HCl diluito e si filtra il tutto. Il saggio va eseguito sul filtrato a cui si aggiunge una soluzione acquosa a base di NH4Cl in ambiente neutralizzato con NH4OH; se compare un precipitato bianco gelatinoso di Al(OH)3 il test è positivo.